# Karoo Desert National Botanical Garden

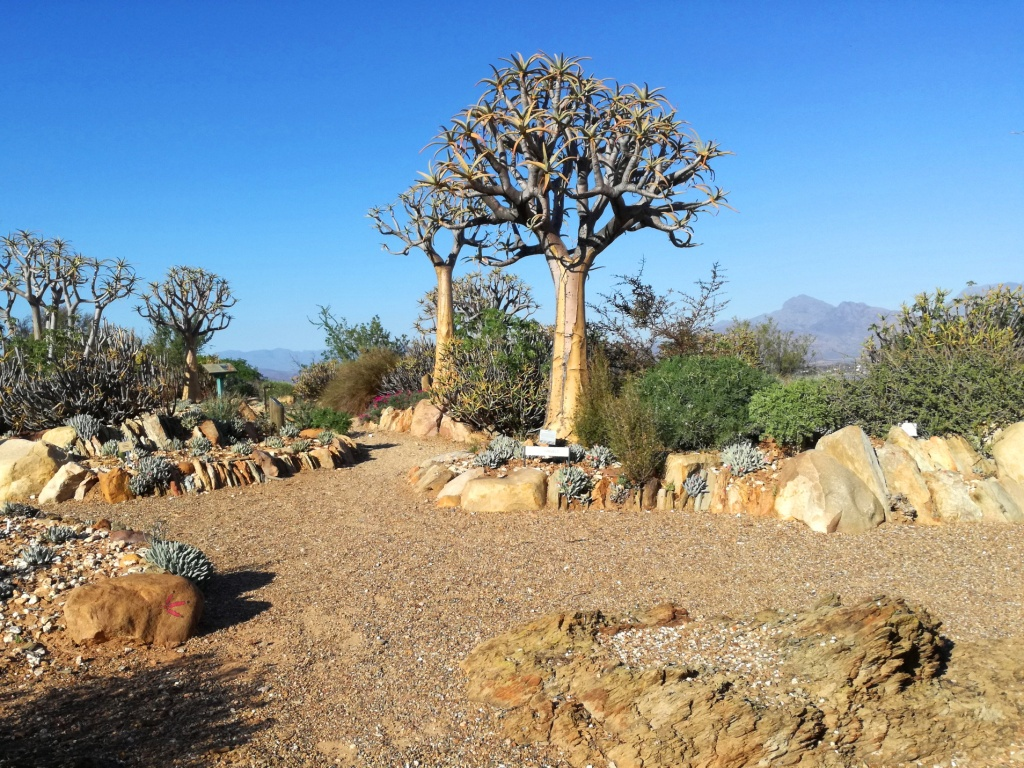
Szenerie im Karoo Desert National Botanical Garden

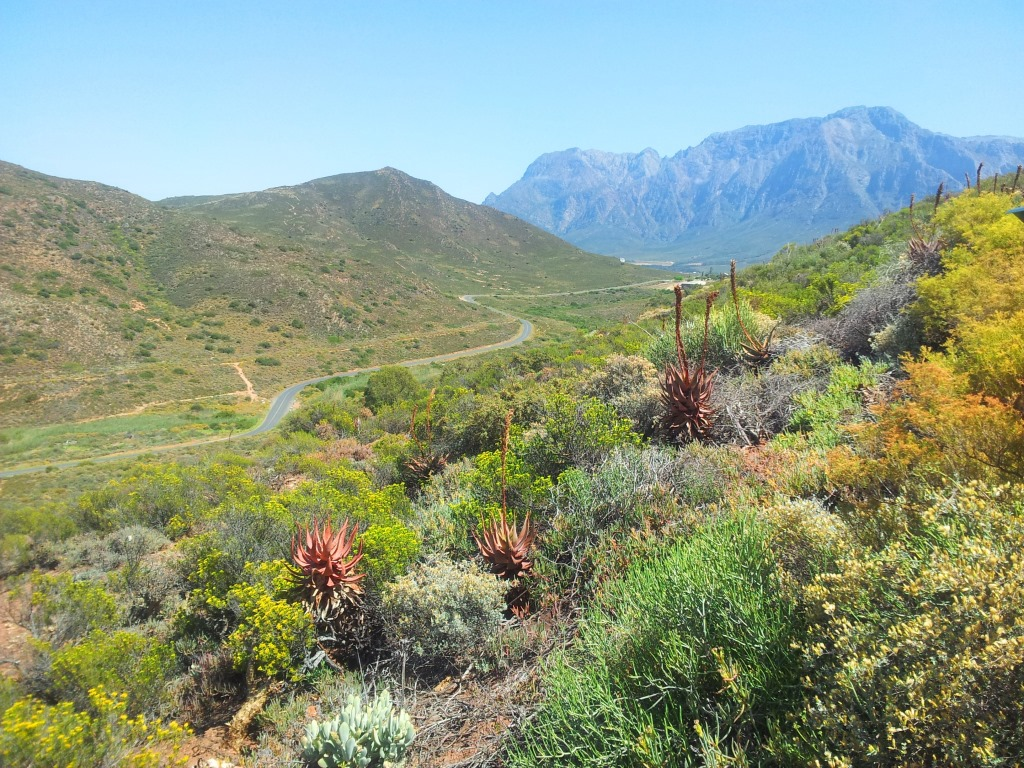
Karoo-Vegetation im Gebiet des botanischen Gartens

Der Karoo Desert National Botanical Garden (KDNBG, deutsch etwa: „Nationaler Botanischer Garten der Karoo-Wüste“) in Worcester nahe dem Hex River in der südafrikanischen Provinz Western Cape gehört zu den staatlichen botanischen Gärten des Landes, die vom South African National Biodiversity Institute (SANBI) als Forschungs- und Bildungseinrichtungen unterhalten werden. Er wurde am 25. Juli 2014 gegründet. Nach Kirstenbosch in Kapstadt gilt er als der zweitälteste nationale botanische Garten Südafrikas.

## Entwicklung
Dieser botanische Garten entstand 1921 zunächst an einem anderen Ort, in der Lokalität Whitehill, etwa 5 Kilometer östlich von Matjiesfontein. Er besaß damals eine Fläche von etwa 21 Hektar. Seine Bezeichnung lautete damals Logan Memorial Garden. Dessen erster Kurator war Joseph Archer, ein Sukkulentenspezialist, der seit 1925 in dieser Funktion vor Ort tätig war.
Aufgrund ungünstiger Verhältnisse mit der Wasserversorgung und wegen einer Neuverlegung der damals nah verlaufenden Nationalstraße erwies sich dieser Standort bereits nach wenigen Jahren als ungeeignet. Der Garten erhielt zwischen 1923 und 1928 eine jährliche Niederschlagsmenge von 64 mm bis 185 mm. Der Durchschnitt lag um 125 mm und Maximalwerte erreichten etwa 200 mm im Jahr. Daher begann 1944 der Direktor von Kirstenbosch Robert Harold Compton zusammen mit Jacques Thudichum, einem aus der Schweiz stammender Gartenbaufachmann, der aus Argentinien eingewandert war, die Suche nach einer neuen Fläche. Es wurden zwei Standorte in Betracht gezogen.
Die Entscheidung fiel zugunsten eines Areals nördlich von Worcester, dessen Stadtverwaltung und der Privatier Charles P. Heatlie unentgeltlich Flächen für die Neuerrichtung zur Verfügung stellten. Der neue botanische Garten wurde am 15. August 1945 angelegt. Nach weiteren Schenkungen der beiden Grundstücksgeber dehnte sich das Areal auf 154 Hektar aus und erlangte als Karoo National Botanical Garden (afrikaans Karoo tuin) zunehmende Bekanntheit. Jacques Thudichum wurde der erste Kurator des neuen botanischen Gartens. Ihm oblag es, die Verlegung der Pflanzen von Whitehill in das neue Gelände zu bewerkstelligen. Sein Wirken wurde mit der Benennung der gelb bis orange blühenden Drosanthemum thudichumii gewürdigt, eine Spezies der Capensis-Flora.
Im Jahr 2001 kam es zur Umbenennung in Karoo Desert National Botanical Garden, um auf diese Weise deutlicher darzustellen, dass hier Pflanzen aus den Wüsten- und Halbwüstenregionen des südlichen Afrikas bewahrt und präsentiert werden.

## Lage und Struktur
Der Karoo Desert National Botanical Garden liegt am Fuße der Hex-River-Berge, am nördlichen Stadtrand von Worcester und zeigt eine große Vielfalt trockenresistenter Pflanzen, mit Schwerpunkt aus den Landschaften der Karoo. Seine Gesamtfläche beträgt 154 Hektar, von denen nur 11 Hektar gartenbaulich gestaltet sind und der viel größere Teil ein naturbelassenes Areal bildet. Der höchste Punkt ist Die Koppe mit 526 m.

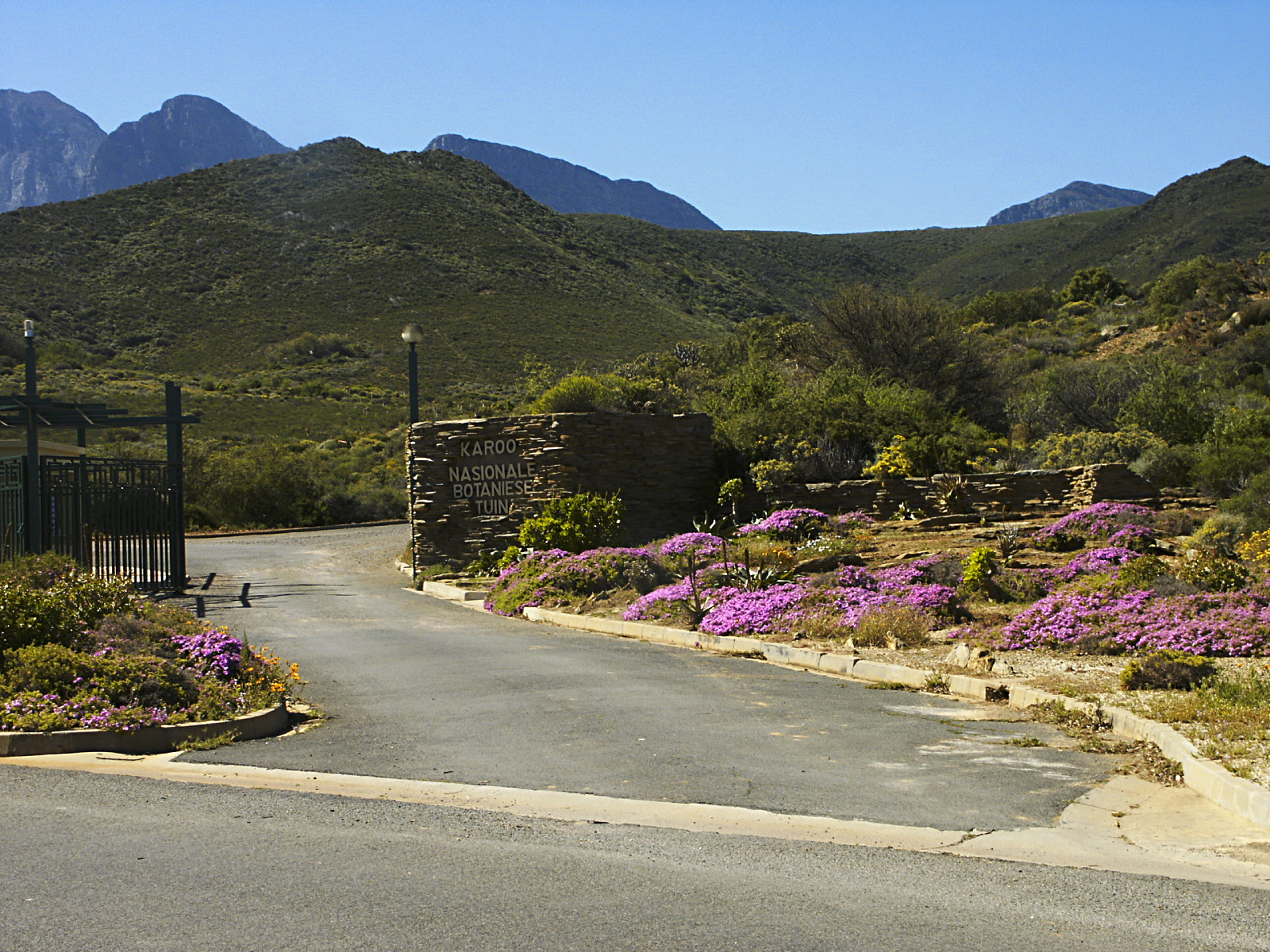
Eingangszone
Pflanzengruppen
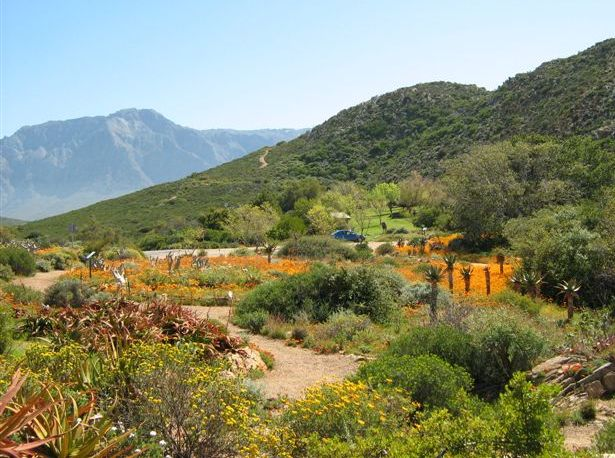
Frühlingsblüte
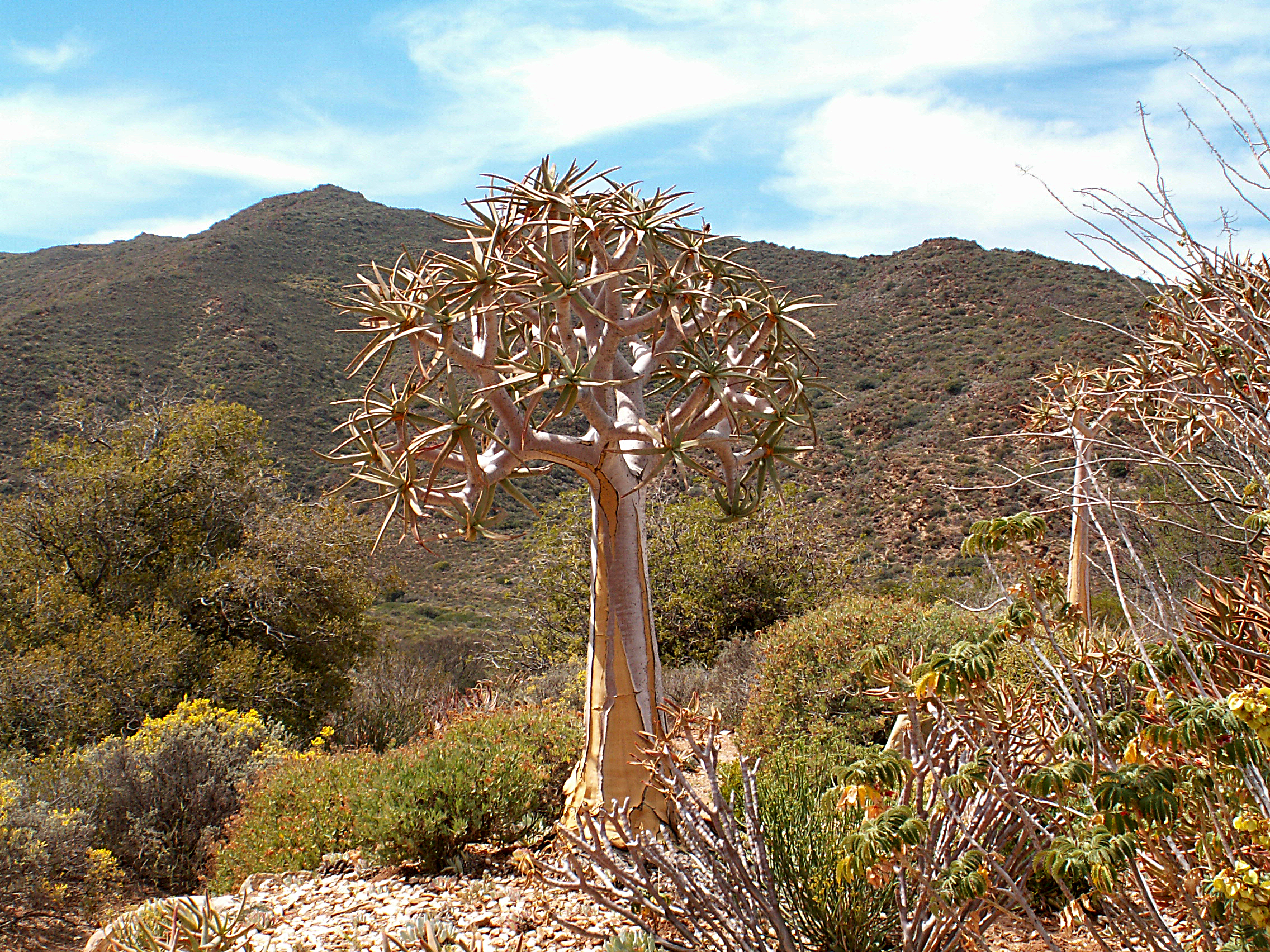
Berglandschaft mit Köcherbaum (Aloe dichotoma)

Im Areal des Karoo Desert National Botanical Garden sind drei Wanderwege ausgeschildert:
- Shale trail (etwa 1 Kilometer),[3]
- Grysbokkie trail (etwa 3,4 Kilometer),[4]
- Heuweltjie trail.

Die Frühlingssaison zwischen Juli und Ende September ist von einem großen Blütenreichtum gekennzeichnet. Neben anderen Themenbereichen verfügt der Garten über eine reichhaltige Kollektion sukkulenter Pflanzen. Es gibt beispielsweise den Southern Namibian Garden, eine Richtersveld/Gariep Section und die Quiver Tree Section.
Die Wasserknappheit seit 2015 in Ost- und südlichem Afrika hat auch für den botanischen Garten Einschränkungen erbracht. Es wurde der Wasserverbrauch eingeschränkt, indem man öffentliche Brunnenbecken stilllegte und Pflanzen nach ihrem natürlichen Feuchtebedarf neu gruppierte, damit die Wässerungsarbeiten sparsamer erfolgen können. Um aus dem anliegenden kommunalen Versorgungssystem weniger Trinkwasser zu Bewässerung zu entnehmen, wird die Wiederinbetriebnahme einer älteren Brunnenbohrung erwogen.

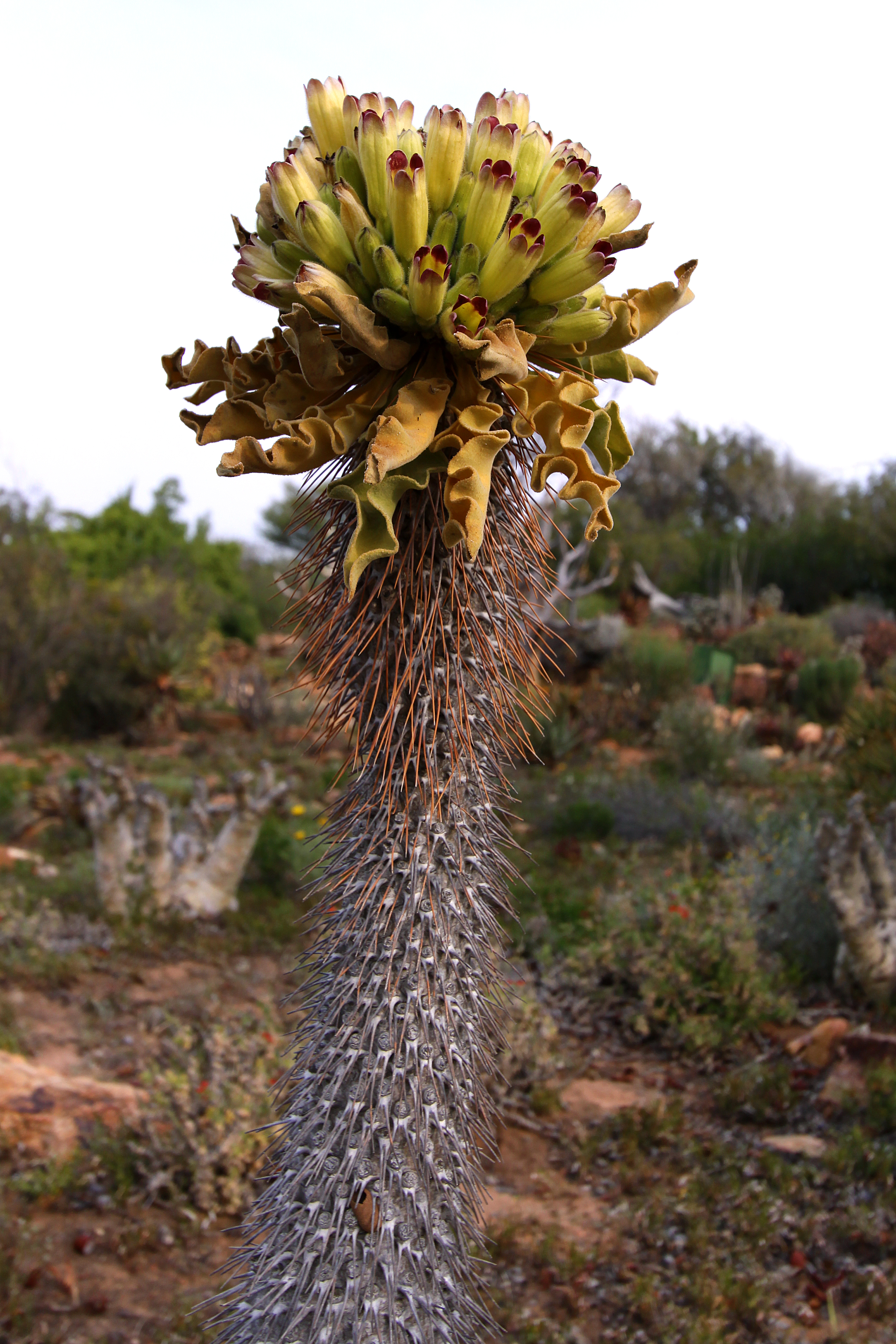
Pachypodium namaquanum
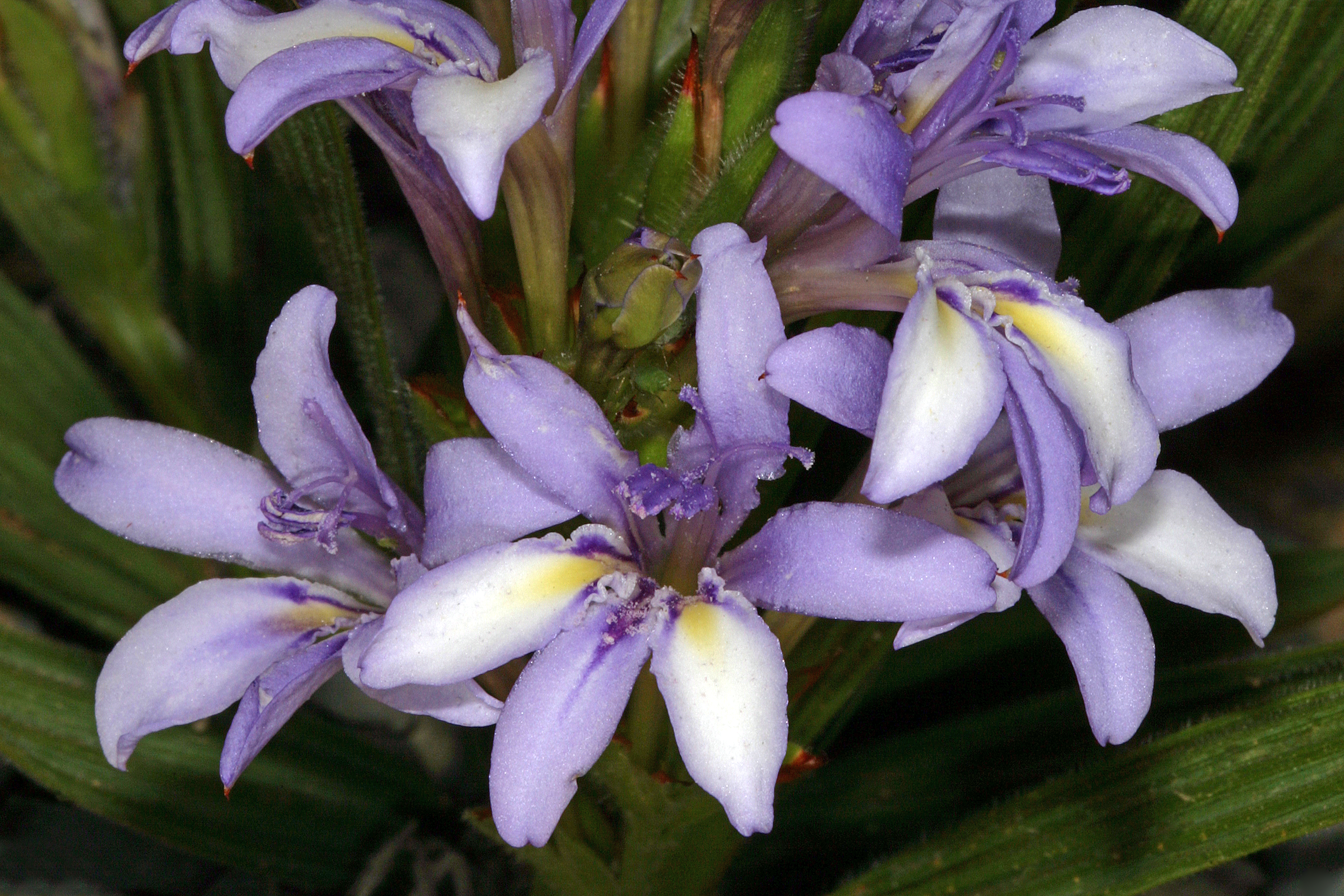
Babiana mucronata subsp. mucronata
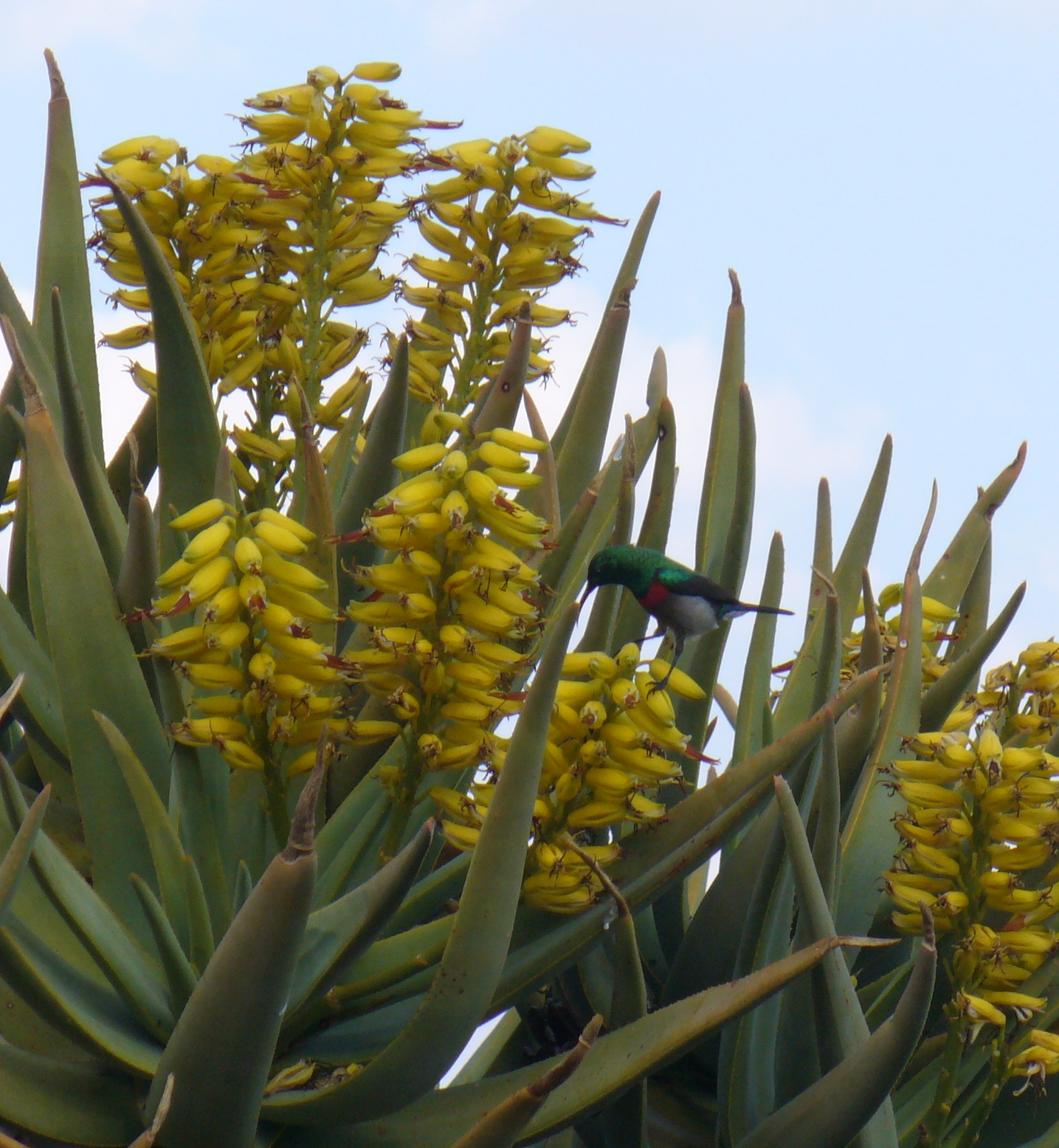
Aloe dichotoma
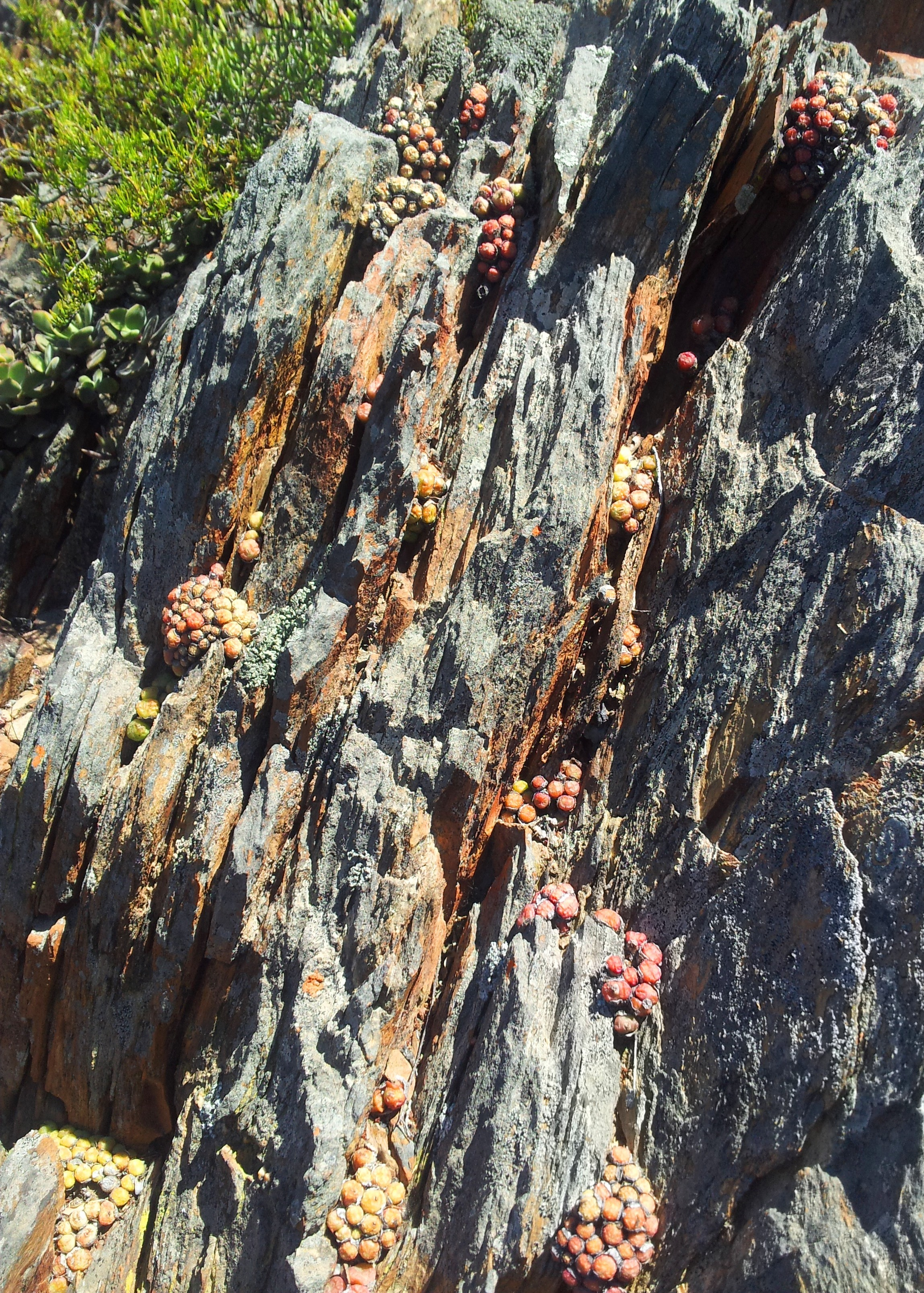
Pflanzen der Conophytum-Gattung
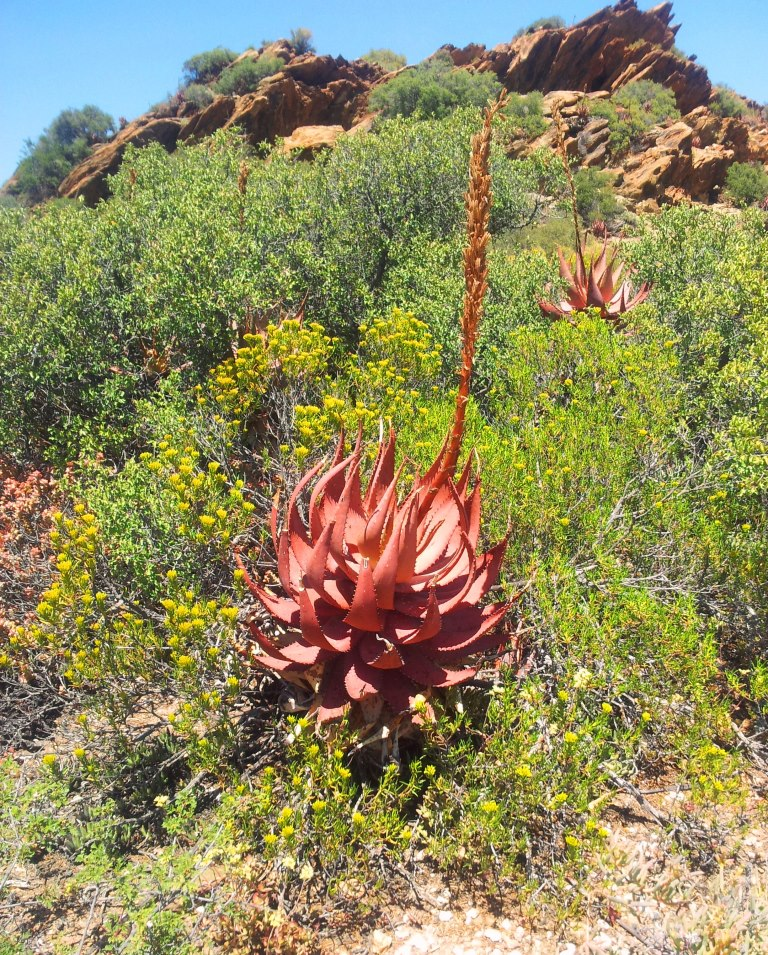
Aloe microstigma
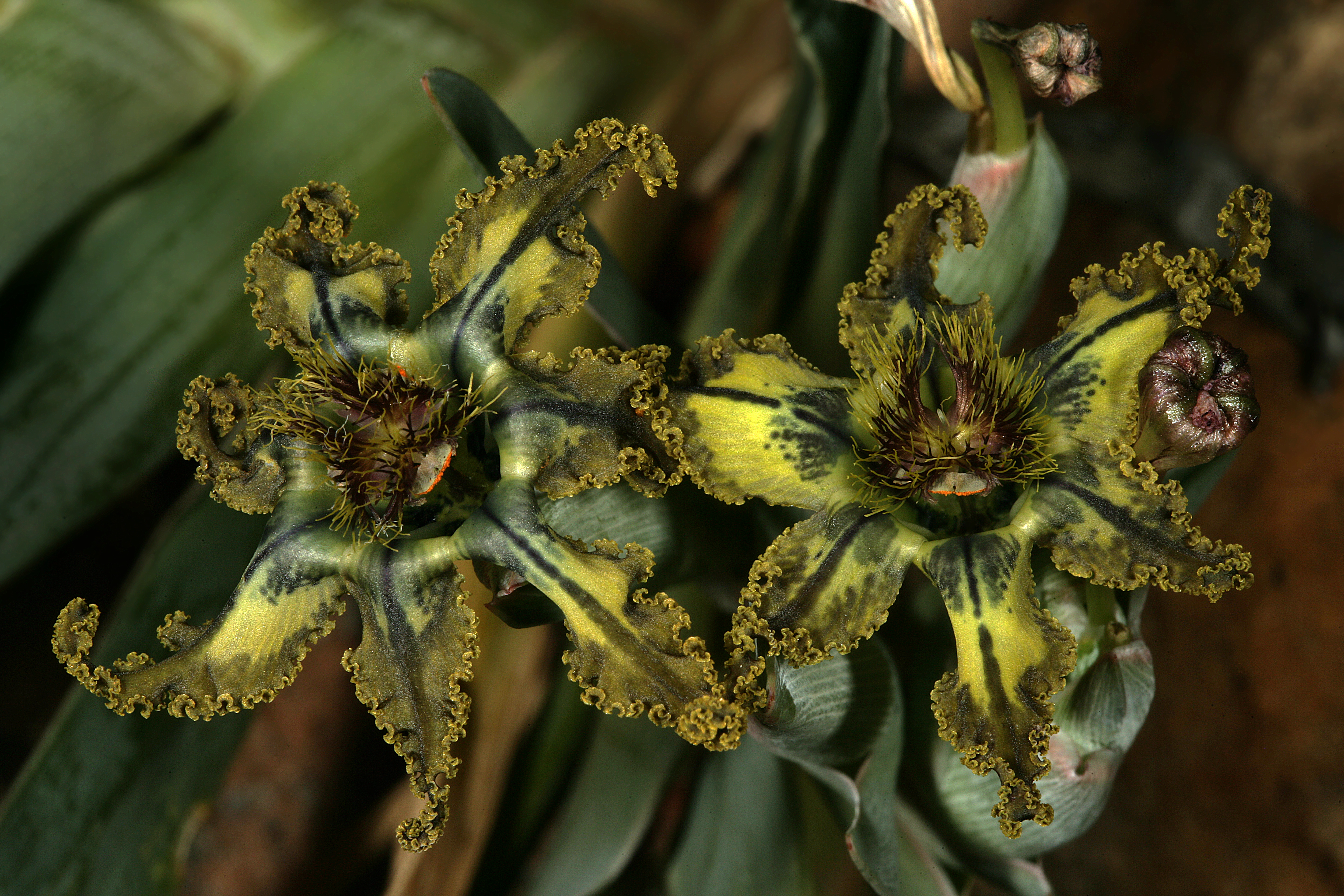
Ferraria variabilis
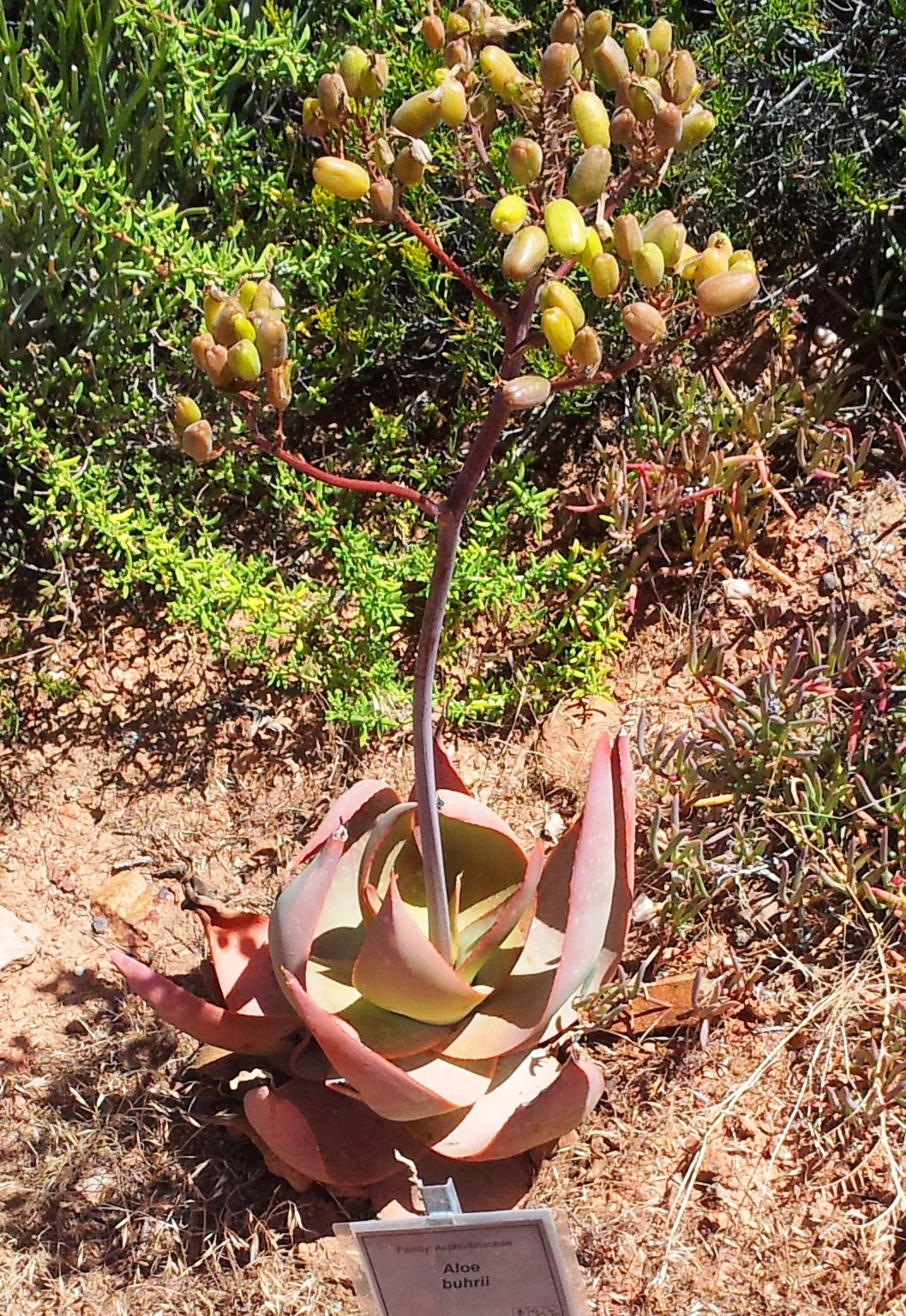
Aloe buhrii
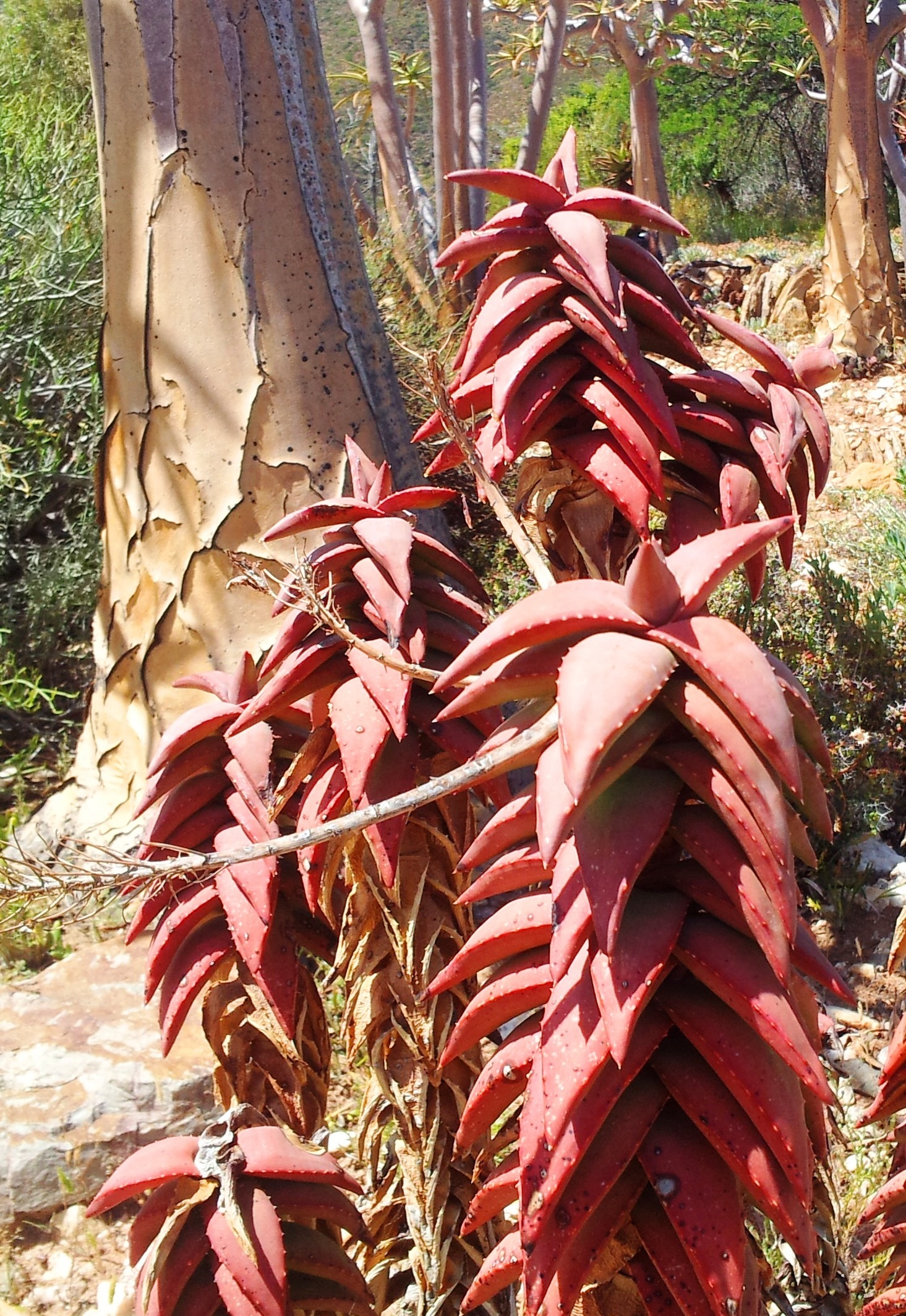
Aloe pearsonii
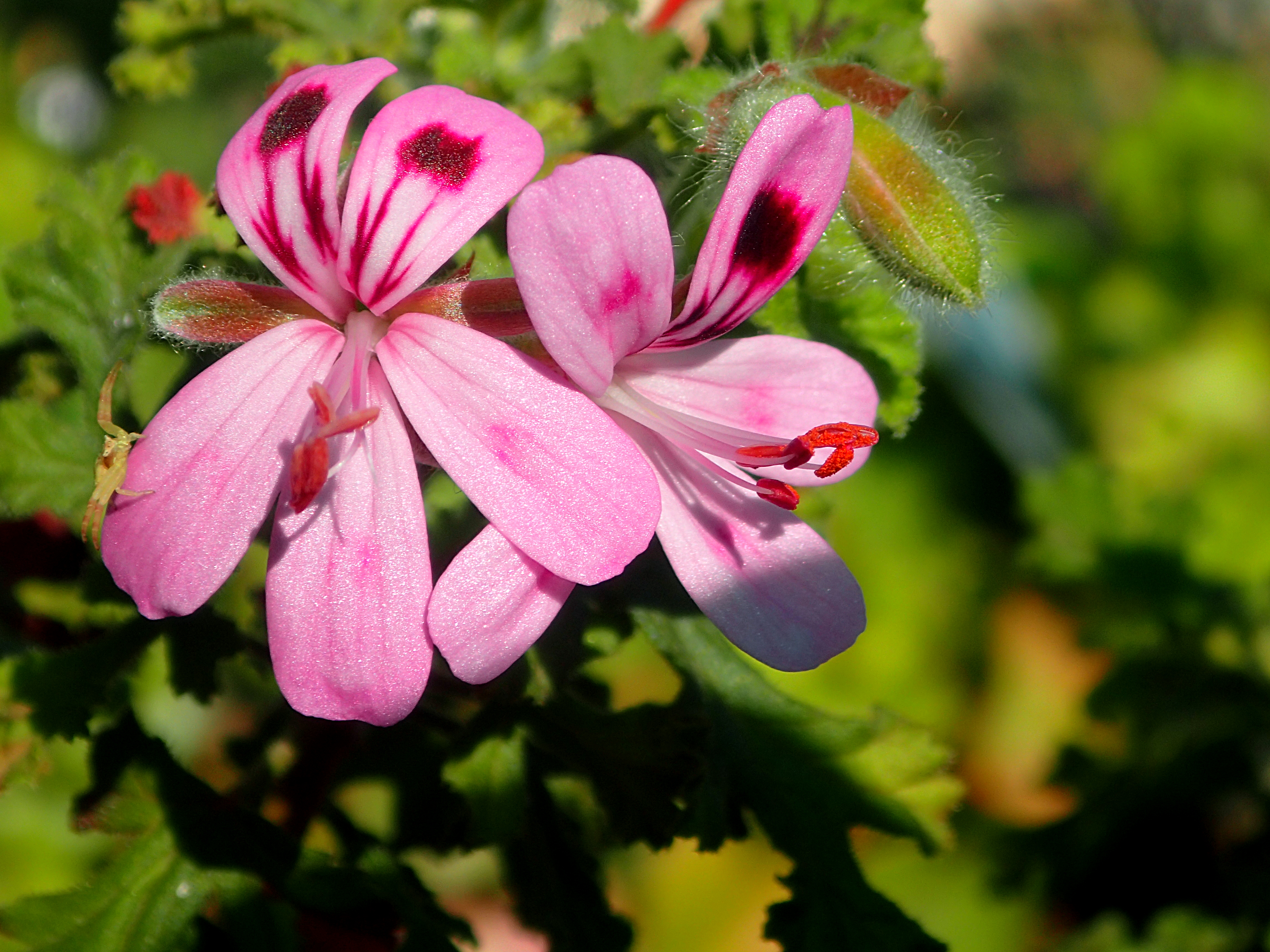
Pelargonium quercifolium

Zur technischen Infrastruktur der Gartenanlage gehören ferner ein Verwaltungsbereich, ein Restaurant und mehrere nichtöffentliche Gewächshäuser. Im Bereich der Verwaltungsgebäude befindet sich ein Herbarium, eine Fachbibliothek, eine Samensammlung sowie ein kleiner Versammlungsraum.